# Марія фон Трапп
Марія Августа фон Трапп (нім. Maria Augusta von Trapp, уроджена Кутчера, 26 січня 1905 — 28 березня 1987) — австрійська співачка, керівник сімейного хору, автор автобіографічної книги «The Story of the Trapp Family Singers» була видана в 1949 році і лягла в основу фільмів The Trapp Family (1955) і Звуки музики (1965), а також відомого бродвейського однойменного мюзиклу.

## Біографія
Народилася 26 січня 1905 року у Відні; дочка Августи (уроджена Rainer) і Карла Кутчер. Її мати померла, коли дівчинці було два роки, а до десяти років вона втратила й батька. У 1924 році вона закінчила Державний педагогічний коледж у рідному місті і вступила до Ноннберзького абатства як постуланта, маючи намір стати монахинею.
У 1926 році Марію Кутчеру, яка ще не здійснила постриг і працює шкільним викладачем при монастирі, попросили вчити одного з дітей овдовілого офіцера військово-морських сил Австро-Угорщини Георга Людвіга фон Траппа, дружина якого (Agatha Whitehead), померла в 1922 році. Зрештою, Марія стала доглядати й інших дітей барона (всього їх було сім: Руперт, Агата, Марія-Франциска, Вернер, Гедвіг, Йоганна і Мартіна). Марія Августа, сама позбавлена материнської турботи, віддавала дітям всю свою ніжність і вільний час, і Георг фон Трапп, бачачи, що вона піклується про його дітей як про рідних, попросив Марію вийти за нього заміж, хоча він був на чверть століття старший за неї.
Злякана цією пропозицією, вона втекла назад до Ноннберзького абатства, але мати-настоятелька сказала Марії, що, можливо, Божа воля в тому, щоб допомогти барону виростити дітей; тоді Марія сказала фон Траппу, що вийде за нього заміж. Пізніше вона написала в автобіографії, що не любила барона, хоч і поважала, але дуже любила його дітей і вийшла заміж швидше за них. У шлюбі у них народилося ще троє дітей: Розмарі (8 лютого 1929 року, Зальцбург), Елеонора (14 травня 1931 року, Зальцбург) та Йоганнес (17 січня 1939 року, Філадельфія).
Серйозні фінансові проблеми обрушилися на фон Траппа в 1935 році, після того, як він намагався допомогти своєму другові банкіру Августу Ламмеру, перевівши гроші в його австрійський банк — який, однак, розорився, позбавивши сім'ю значної частини суттєвого стану Агати Уайтхед (сам Ламмер, не витримавши краху, наклав на себе руки). Зіткнувшись зі складною фінансовою ситуацією безгрошів'я, щоб забезпечити сім'ю, Марія фон Трапп взяла на себе відповідальність і почала вживати заходів для того, щоб сімейна музична група брала участь на різних заходах як спосіб заробити кошти для існування. Приблизно водночас католицький священик Франц Васнер став музичним директором гурту. 1947 року Марія також доручила йому керувати фінансами сімейного Австрійського фонду допомоги. У 1936 році оперна діва Лотта Леман, почувши виступ фон Траппов, запропонувала організувати на їхню користь платні концерти. Коли канцлер Австрії Курт Шушніг почув їх по радіо, він також запросив їх виступити у Відні.
Всупереч показаному у фільмі «Звуки музики» епізоду про нічну втечу сім'ї з анексованої нацистами Австрії, фон Траппи благополучно виїхали на поїзді вдень до Італії. Будучи уродженцем Задара, що став у складі Італії Зарой, Георг фон Трапп отримав собі і всім членів його сім'ї права італійського громадянства. Незабаром сім'я вирушила за кордон — у США через Велику Британію — для свого першого концертного туру і в 1939 році повернулася до Європи, щоб здійснити поїздку Скандинавією, сподіваючись продовжити свої концерти в містах за межами Третього Рейху. Протягом цього часу вони навіть повернулися до Зальцбурга на кілька місяців, перш ніж повернутися до Швеції, щоб закінчити тур. Звідти вони вирушили до Норвегії, щоб почати подорож назад до США у вересні 1939 року, де були змушені залишитися через війну, що почалася. У їхньому австрійському будинку оселився Генріх Гіммлер.
Після короткого періоду проживання в Меріон, Пенсільванія, сім'я оселилася в Стоу, Вермонт; 1941 року фон Трапп придбав 660 акрів землі і 1942 року перетворив їх на маєток Trapp Family Lodge. Після Другої Світової війни, відгукнувшись на прохання командира «райдужної» 42-ї дивізії генерал-майора Гаррі Коллінза, який на власні очі бачив наслідки війни в Австрії, сімейство фон Трапп заснувало спеціальний благодійний фонд (англ. Trapp Family Austrian Relief).
Марія Августа фон Трапп померла 28 березня 1987 року у США.